# Radziki Duże (gmina)
Radziki Duże (do 1941 i od 1973 Wąpielsk) – dawna gmina wiejska istniejąca do 1954 roku w woj. pomorskim/bydgoskim (dzisiejsze woj. kujawsko-pomorskie). Siedzibą gminy były Radziki Duże.
Gminę Radziki Duże utworzono w 1941 roku z obszaru przedwojennej gminy Wąpielsk, w powiecie rypińskim w woj. pomorskim, przemianowanym 6 lipca 1950 roku na woj. bydgoskie. W dniu 1 lipca 1952 roku gmina była podzielona na 13 gromad.
Gmina została zniesiona 29 września 1954 roku wraz z reformą wprowadzającą gromady w miejsce gmin. Jednostki o nazwie Radziki Duże nie przywrócono 1 stycznia 1973 roku po reaktywowaniu gmin, reaktywowano natomiast gminę Wąpielsk.